# Ponte Sotra

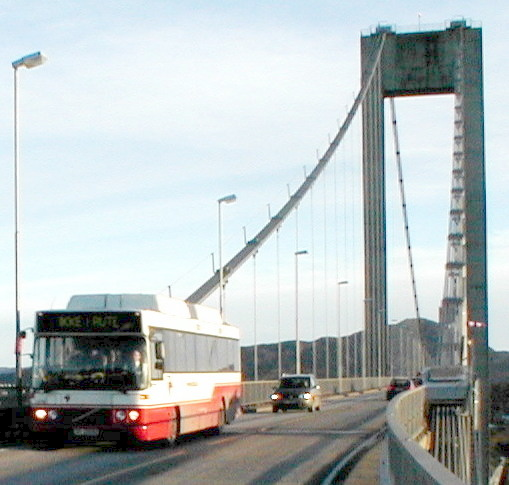
Ponte Sotra

Ponte Sotra (Sotrabrua) é uma ponte pênsil entre o continente e Litle-Sotra no condado Hordaland, na Noruega. Liga Sotra com o continente. A ponte tem extensão de 1236 metros, o principal vão livre é 468 metros e a altura máxima acima do nível do mar é de 40 m.
A Ponte Sotra foi inaugurada oficialmente pelo rei Olavo V em 1972, embora tenha sido efetivamente aberta para o tráfego em 11 de dezembro de 1971.